# Chascanopsetta
Chascanopsetta è un genere di pesci ossei marini appartenente alla famiglia Bothidae.

## Descrizione
I membri di questo genere hanno un corpo allungato e una bocca relativamente grande, da cui deriva il nome comune di platessa del pellicano (usato principalmente per P. lugubris). Sono privi di spine rostrali, orbitali o mandibolari e di celiaci artificiali.

## Distribuzione e habitat
Il genere è diffuso negli oceani Indiano e Pacifico, solo C. lugubris è presente nell'Oceano Atlantico. Alcune specie (tra cui Chascanopsetta lugubris) sono abissali.

## Specie
- Chascanopsetta crumenalis
- Chascanopsetta elski
- Chascanopsetta kenyaensis
- Chascanopsetta lugubris
- Chascanopsetta megagnatha
- Chascanopsetta micrognatha
- Chascanopsetta prognatha
- Chascanopsetta prorigera[2]